# Hermann Schilling (Jurist)
Hermann Schilling (* 1. Februar 1551 in Minden; † Dezember 1621 in Rostock) war ein deutscher Jurist und Bürgermeister von Rostock.

## Leben
Hermann Schilling war ein Sohn des gleichnamigen Mindener Bürgers Hermann Schilling und dessen Frau Anna Lübeling. Schilling kam 1570 zum Studium an die Universität Rostock. Vermutlich besuchte er die Juristische Fakultät, da er von seinen Kenntnissen der Rechte „bald öffentliche Beweise geben konnte.“ Schilling genoss bei den Bürgern Rostocks hohes Ansehen. Am 28. August 1582 heiratete er Christine Sasse (* 15. September 1561; † 4. November 1631), einzige Tochter des Rostocker Bürgers Joachim Sasse. 1595 wurde er zum Senator und 1613 zum Bürgermeister Rostocks gewählt. Das Amt hatte er bis zu seinem Tod inne. Der Theologieprofessor Johann Quistorp der Ältere, in dem Jahr Rektor der Universität, schrieb sein Leichen-Programm.